# Världsmästerskapen i skidskytte 1989
Världsmästerskapen i skidskytte 1989 hölls i Feistritz an der Drau i Kärnten Österrike. För första gången hölls herr- och damtävlingarna på samma plats och vid samma tidpunkt.

## Herrar

### 10 kilometer sprint
| Medalj | Namn            | Land          | Straffrundor | Resultat |
| ------ | --------------- | ------------- | ------------ | -------- |
| Guld   | Frank Luck      | Östtyskland   | 0            | 28.08,7  |
| Silver | Eirik Kvalfoss  | Norge         | 1            | 28.14,1  |
| Brons  | Jurij Kasjkarov | Sovjetunionen | 1            | 28.32,7  |

### 20 kilometer
| Medalj | Namn           | Land         | Straffrundor | Resultat  |
| ------ | -------------- | ------------ | ------------ | --------- |
| Guld   | Eirik Kvalfoss | Norge        | 1            | 58.13,0   |
| Silver | Gisle Fenne    | Norge        | 0            | 59.20,8   |
| Brons  | Fritz Fischer  | Västtyskland | 2            | 1:00.48,1 |

### 4 x 7,5 kilometer stafett
| Medalj | Land          | Lagmedlemmar                                                   | Straffrundor | Resultat |
| ------ | ------------- | -------------------------------------------------------------- | ------------ | -------- |
| Guld   | Östtyskland   | Frank Luck André Sehmisch Birk Anders Frank-Peter Roetsch      |              |          |
| Silver | Sovjetunionen | Jurij Kasjkarov Sergej Tjepikov Aleksandr Popov Sergej Bulygin |              |          |
| Brons  | Norge         | Geir Einang Sylfest Glimsdal Gisle Fenne Eirik Kvalfoss        |              |          |

### Lagtävling
| Medalj | Land          | Lagmedlemmar                                                  | Straffrundor | Resultat  |
| ------ | ------------- | ------------------------------------------------------------- | ------------ | --------- |
| Guld   | Sovjetunionen | Juri Kasjkarov Sergej Bulygin Aleksandr Popov Sergej Tjepikov | 1            | 59:36.9   |
| Silver | Västtyskland  | Franz Wudy Herbert Fritzenwenger Georg Fischer Fritz Fischer  | 2            | 59:44.2   |
| Brons  | Östtyskland   | Andreas Heymann André Sehmisch Raik Dittrich Steffen Hoos     | 1            | 1:01:27.1 |

## Damer

### 7.5 kilometer sprint
För första gången var damernas sprintdistans 7,5 kilometer lång i samband med världsmästerskap.
| Medalj | Namn                   | Land          | Straffrundor | Resultat |
| ------ | ---------------------- | ------------- | ------------ | -------- |
| Guld   | Anne Elvebakk          | Norge         | 2            | 27.12,3  |
| Silver | Zvetana Krasteva       | Bulgarien     | 2            | 27.15,4  |
| Brons  | Natalia Prikostsjikova | Sovjetunionen | 3            | 27.24,8  |

### 15 kilometer
För första gången var åkte damerna en distans på 15 kilometer i samband med världsmästerskap.
| Medalj | Namn              | Land          | Straffrundor | Resultat  |
| ------ | ----------------- | ------------- | ------------ | --------- |
| Guld   | Petra Schaaf      | Västtyskland  | 2            | 1:06.11,2 |
| Silver | Anne Elvebakk     | Norge         | 3            | 1:06.31,6 |
| Brons  | Svetlana Davidova | Sovjetunionen | 3            | 1:07.25,2 |

### 3 x 7,5 kilometer stafett
| Medalj | Land            | Lagmedlemmar                                             | Straffrundor | Resultat  |
| ------ | --------------- | -------------------------------------------------------- | ------------ | --------- |
| Guld   | Sovjetunionen   | Natalia Prikosts,ikova Svetlana Davidova Jelena Golovina | 0            | 1:23.15,5 |
| Silver | Bulgarien       | Zvetana Krasteva Maria Manolova Nadezjda Aleksieva       | 0            | 1:25.29,9 |
| Brons  | Tjeckoslovakien | Eva Burešová Renata Novotná Jiřina Adamičková            | 0            | 1:26.07,5 |

### Lagtävling
| Medalj | Namn          | Land                                                                       | Straffrundor | Resultat  |
| ------ | ------------- | -------------------------------------------------------------------------- | ------------ | --------- |
| Guld   | Sovjetunionen | Natalia Prikostsjikova Svetlana Davidova Luisa Zjerepenova Jelena Golovina | 13           | 1:05.38,8 |
| Silver | Norge         | Synnøve Thoresen Elin Kristiansen Anne Elvebakk Mona Bollerud              | 13           | 1:07.48,0 |
| Brons  | Västtyskland  | Inga Kesper Daniela Hörburger Dorina Pieper Petra Schaaf                   | 11           | 1:07.54,1 |

## Medaljfördelning
| Placering | Land            | Guld | Silver | Brons | Totalt |
| --------- | --------------- | ---- | ------ | ----- | ------ |
| 1         | Sovjetunionen   | 3    | 1      | 3     | 7      |
| 2         | Norge           | 2    | 4      | 1     | 7      |
| 3         | Östtyskland     | 2    | 0      | 1     | 3      |
| 4         | Västtyskland    | 1    | 1      | 2     | 4      |
| 5         | Bulgarien       | 0    | 2      | 0     | 2      |
| 6         | Tjeckoslovakien | 0    | 0      | 1     | 1      |